# Love Me Papa
Love Me Papa — студійний альбом американського блюзового музиканта Лютера Еллісона, випущений у 1977 році французьким лейблом Black & Blue у серії «Blues Greatest Names».

## Опис
П'ятий альбом Лютера Еллісона був записаний у Парижі у 1977 році і вийшов на французькому лейблі Black & Blue у серії «Blues Greatest Names». Оригінальне видання містить 6 пісень, а перевидання 1992 року на CD лейблу Evidence доповнене іншими треками. Усі композиції Еллісон грає майже з однаковим темпом і ритмом, і лише «I Feel So Good» відрізняється. Також він записав кавер-версії «Last Night» and «Blues With a Feeling» Літтла Волтера (на останній Еллісон грає на губній гармоніці).

## Список композицій
1. «Love Me Papa» (Лютер Еллісон) — 5:56
2. «Blues With a Feeling» (Літтл Волтер) — 4:28
3. «Last Night» (Літтл Волтер) — 8:25
4. «Key to the Highway» (Джаз Гіллум) — 5:12
5. «It's Too Late» (Лютер Еллісон) — 11:15
6. «I Feel So Good» (Меджик Сем) — 4:42

## Учасники запису
- Лютер Еллісон — вокал, гітара, губна гармоніка (2)
- Ден Гофінгер — гітара
- Сід Вінгфілд — фортепіано, орган
- Джим Кемпбелл — бас-гітара, гітара
- Дональд Робертсон — ударні

Технічний персонал
- Disques Black and Blue S.A.R.L. — продюсер
- Дідьє Трікар — текст [французькою]
- Гергард Ленер — інженер
- Бріжитт Шарволен — фотографія [обкладинка]